# Klaus Mollenhauer
Klaus Mollenhauer (* 31. Oktober 1928 in Berlin; † 18. März 1998 in Göttingen) war ein deutscher Pädagoge. Er lehrte unter anderem ordentlicher Professor für Pädagogik an der Universität Göttingen.
Er gilt als einer der grundlegenden Theoretiker der Kritischen Erziehungswissenschaft und übte großen Einfluss auf die Sozialpädagogik aus.

## Leben und wissenschaftlicher Werdegang
Klaus Mollenhauer wurde als Sohn der Fürsorger Charlotte Mollenhauer, geborene Schneider, und Wilhelm Mollenhauer (Erziehungsdirektor mit Ehrendoktorat) in Berlin geboren. Nach mehreren Umzügen der Familie ging er zunächst in Cottbus und danach in Gollnow in Pommern zur Schule, wo die Familie im nahen Naugard lebte. Sein Bruder Peter kam 1935 auf die Welt. Im Zweiten Weltkrieg wurde er Luftwaffenhelfer und kam zum Kriegsende in Kriegsgefangenschaft. Nach seinem Abitur 1948 an der Großen Schule in Wolfenbüttel besuchte Mollenhauer die Pädagogische Hochschule in Göttingen und arbeitete von 1950 bis 1952 als Volksschullehrer in Bremen.
Ab 1952 studierte er zunächst Pädagogik, Psychologie und Geschichte in Hamburg, dann Pädagogik, Geschichte, Psychologie, Literaturwissenschaft und Soziologie in Göttingen, wo Herwig Blankertz, Theodor Schulze, Wolfgang Kramp und Wolfgang Klafki zu seinen Kommilitonen zählten. Während der Zeit in Hamburg war Mollenhauer zudem als Fürsorger tätig im „Heim der offenen Tür“. 1958 schloss er sein Studium in Göttingen ab und wurde dort mit seiner Dissertation Die Ursprünge der Sozialpädagogik in der industriellen Gesellschaft bei Erich Weniger zum Dr. phil. promoviert. Die Zweitreferenten der Arbeit waren Helmuth Plessner und Walter Herrmann.
Nachfolgend war Klaus Mollenhauer Wissenschaftlicher Assistent bei Erich Weniger und Heinrich Roth an der Universität Göttingen, bevor er 1962 als Wissenschaftlicher Rat an die Freie Universität Berlin zu Fritz Borinski ging und 1965 als außerordentlicher Professor an die PH Berlin berufen wurde. 1966 wurde er als ordentlicher Professor für Pädagogik an die Universität Kiel berufen, wo Mollenhauer Direktor des Pädagogischen Seminars war. Er fungierte in dieser Zeit auch als Gutachter für den Deutschen Bildungsrat.
Von 1969 bis 1972 war Mollenhauer ordentlicher Professor für Pädagogik an der Universität Frankfurt am Main, von 1972 bis zu seiner Emeritierung 1996 Professor in Göttingen; auf diesem Lehrstuhl folgte ihm Peter Alheit. Während seiner Frankfurter Zeit war Mollenhauer Abteilungsleiter am Bildungstechnologischen Zentrum in Wiesbaden. Als Vorstand des vom Land Hessen einberufenen Arbeitskreises zur Reform der Heimerziehung übernahm er eine wichtige Funktion in der Hessischen Heimkampagne, während er sich zugleich in einem Frankfurter Kinderladen engagierte.
1986/87 war Mollenhauer Fellow am Wissenschaftskolleg zu Berlin. Die Freie Universität Berlin zeichnete ihn 1993 als Doctor honoris causa aus.
Klaus Mollenhauer war evangelisch, ab 1960 verheiratet mit Susanne Mollenhauer, geborene Reitzenstein, und hatte vier Kinder (Julie, Mortz, Sofie und Peter-Paul). Am 18. März 1998 starb er in Göttingen.

## Grundüberlegungen und Wirkung

### Geisteswissenschaftliche und kritische Erziehungswissenschaft
Klaus Mollenhauer gehörte zu den zentralen Pädagogen der Nachkriegszeit, die die kritische Erziehungswissenschaft auf den Weg gebracht und einen Paradigmenwechsel erwirkt haben.
Mollenhauer gehörte zur Kriegsgeneration. Wie Blankertz war er Luftwaffenhelfer.
Einleitung zu Mollenhauers Aufsatzsammlung „Erziehung und Emanzipation“: „Die Jahre nach dem Zweiten Weltkrieg haben gezeigt, daß die ‚geisteswissenschaftliche Pädagogik’ nur begrenzt leistungsfähig ist mit Hinblick auf die Aufklärung derjenigen Zusammenhänge, die die Wirklichkeit der Erziehung ausmachen“. Wie sich der Anspruch auf „pädagogische Autonomie“ darstellt, den die Geisteswissenschaftliche Pädagogik erhoben hat, und inwieweit die Kritische Erziehungswissenschaft als eine Selbstkritik der Geisteswissenschaftlichen Pädagogik und vor dem Hintergrund ihrer eigenen kritischen Ansprüche zu verstehen ist, wird später im Aufsatz deutlich: „Die autonome geisteswissenschaftliche Pädagogik wählte zwar den emanzipatorischen Ausgangspunkt als Motiv, zog aber eine andere Konsequenz. Sie verharmloste und entpolitisierte das Konflikt-Problem durch jene Konstruktion einer pädagogischen Gegenwelt, die sich zwar kritisch gegen das Gegebene richtete, aber – der Preis der schlechten Utopie – gesellschaftlich nichts ausrichten konnte“ (ebd., S. 27).
Hier zeigt sich die Kritik von akademischen Schülern geisteswissenschaftlicher Pädagogen an ihren Lehrern, ihre idealistische Konzeption von Pädagogik habe diese blind gemacht gegenüber dem politischen Missbrauch in der NS-Diktatur, obwohl in ihr doch ein pädagogischer Emanzipationsanspruch postuliert wird.
Mollenhauers Kritik an der geisteswissenschaftlichen Pädagogik wird aber aus ihrer eigenen Argumentation heraus entfaltet. Autonom, das heißt: in ihrer Wirkung entbunden von der Kirche, dem Staat, der Politik und ideologischen Zusammenhängen, die Erziehung für sich vereinnahmen und ihre Interessen durch sie wirksam machen wollen, könne Pädagogik nur sein, wenn sie sich imstande zeigt, sich reflexiv zur Eigenstruktur des erzieherischen Gedankens auch in der Praxis zu verhalten.
Klaus Mollenhauer sah die eigenen Ansprüche und Interessen der Pädagogik ebenfalls in Schlüsseltexten seit dem 18. Jahrhundert gegeben: Seit Rousseau belaufe sich die zentrale Aufgabe der Pädagogik in der Beantwortung der Frage, was erzieherisch zu tun sei, damit die Gesellschaft nicht so bleibt, wie sie ist, oder ihre zukünftige Verbesserung durch die junge Generation durch Erziehung zumindest nicht erschwert werde.
Von Schleiermacher übernahm Mollenhauer die Frage als eine pädagogisch wesentliche, wie der Erziehungsprozess einzurichten sei, damit die jüngere Generation tüchtig werde, „einzutreten in das, was sie vorfindet, aber auch tüchtig in die sich darbietenden Verbesserungen mit Kraft einzutreten“ (Schleiermacher).
Die geisteswissenschaftliche Pädagogik habe zirkelschlüssig eine Theorie der Praxis gebildet, die sich – im „pädagogischen Bezug“ – als Zustand der prästabilisierten Harmonie stets wieder bestätige, wo doch die objektiven Konflikte, die Pädagogik durchdringen, zugleich auch das Generationenverhältnis definierten. So macht Mollenhauer schließlich kritisch geltend: „Die Entfaltung eines Zusammenhangs pädagogischer Sätze ist zugleich die Entfaltung eines Gesellschaftsbildes“ (ebd., S. 25). Insofern sei Pädagogik stets, ob sie das will oder nicht, eingebunden auch in einen zumindest politischen Aspekt der „Erziehungswirklichkeit“ (vgl. dazu Mollenhauer 1968): Durch Bildung und Erziehung wird ein Gesellschaftsmodell antizipiert, dessen Bestand und Gültigkeit sich zwar erst dann unter Beweis stellen wird, wenn die junge Generation erwachsen geworden ist. Dennoch vermitteln sich Bildung und Erziehung maßgeblich durch die Vorbereitung auf eine künftige Gesellschaft und aus einer gegebenen heraus, gegen die jene kritisch zu wenden sein muss.
Erziehung, so Mollenhauer, ist darum notwendig politisch. Die Frage ist nur, wie sie emanzipatorisch zugleich mit Blick auf eine freiere und demokratischere Gesellschaft ausgehen mag.
Mollenhauer argumentierte dezidiert vor dem Hintergrund eines wirklichkeitswissenschaftlichen Theorieverständnisses, so, wie es auch die geisteswissenschaftliche Pädagogik freilich beansprucht hat. Allerdings, so Mollenhauers Kritik, habe diese sich aufgrund ihres geisteswissenschaftlich hermeneutischen Verständnisses gar nicht auf das wirklich bezogen, das sie als den Ausgangsort ihrer Theoriebildung benannt hat: die Erziehungswirklichkeit in ihrer objektiven Fülle. Dieser Impuls wurde über die 1970er Jahre hinweg aufgenommen, sodass die Etablierung beispielsweise des objektiv-hermeneutischen Verfahrens auch auf Mollenhauers Kritik der Geisteswissenschaftlichen Pädagogik zurückführt.

### Wirkung
Mollenhauer trug in der Sozialpädagogik zur Etablierung einer kritisch-emanzipatorischen, politischen Berufsauffassung bei, indem er die Theorie der Sozialpädagogik von ihren geistesgeschichtlichen Grundlagen weg- und zu einer sozialgeschichtlichen, soziologisch informierten Interpretation führte.
Bereits seine Dissertation hatte die Sozialpädagogik entstehungsgeschichtlich zum Thema und diskutierte am Begriff der „Verwahrlosung“, inwieweit darin ein eigener pädagogischer Problemgehalt zu sehen sei. Seine Wirkung als Theoretiker der Sozialpädagogik wurde durch zahlreiche Publikationen in den Fachorganen der Jugendhilfe ab Mitte der 1960er Jahre, seine Bedeutung in der Heimkampagne sowie durch seine Mitwirkung an Jugendhilfereformen gefestigt.
Michael Winkler hob Mollenhauers Wirkung als eine wesentliche Beeinflussung von „Erscheinungsbild und Selbstverständnis der Sozialpädagogik in der zweiten Hälfte des 20. Jahrhunderts“ hervor und führt das hierauf zurück: „Er führt die Sozialpädagogik nämlich aus ihrer begrifflichen und konzeptionellen Agonie nach dem 2. Weltkrieg heraus und zu einer modernen wissenschaftlichen Disziplin hin“.
Im weiteren Verlauf seines wissenschaftlichen Wirkens wandte sich Mollenhauer den Fragen der Allgemeinen Pädagogik zu. In diesem Kontext entstand sein Buch Vergessene Zusammenhänge. Mollenhauers Hinwendung zur ästhetischen Bildung beeinflusste und erweiterte die erziehungswissenschaftliche Forschung um bildhermeneutische Verfahren.
Ein Verbundprojekt der Universitäten Göttingen, Lüneburg und Osnabrück arbeitet seit 2018 an einem Online-Portal zum Gesamtwerk Mollenhauers.

## Schriften (Auswahl)
- Die Ursprünge der Sozialpädagogik in der industriellen Gesellschaft. Eine Untersuchung zur Struktur pädagogischen Denkens und Handelns. Weinheim, Berlin 1959.
- Einführung in die Sozialpädagogik – Probleme und Begriffe der Jugendhilfe. Weinheim 1964 (Neudruck: Weinheim 2001).
- mit Carl Wolfgang Müller, Hermann Giesecke und Helmut Kentler: Was ist Jugendarbeit? Juventa, München 1964.
- Erziehungswirklichkeit. In: Ilse Dahmer, Wolfgang Klafki (Hrsg.): Geisteswissenschaftliche Pädagogik am Ausgang ihrer Epoche – Erich Weniger. Weinheim 1968, S. 223–230.
- Erziehung und Emanzipation. Polemische Skizzen. München 1968 (7. Auflage 1977).
- Zwischen Gemeinde und Gesellschaft. 1969.
- Theorien zum Erziehungsprozeß. Zur Einführung in erziehungswissenschaftliche Fragestellungen. München 1972 (4. Aufl. 1982).
- als Hrsg. mit Christian Rittelmeyer: Methoden der Erziehungswissenschaft. München 1977.
- mit Micha Brumlik und Hubert Wudtke: Die Familienerziehung. 1975; 2. Auflage München 1978.
- als Hrsg.: Soziale Bedingungen familiarer Kommunikation. 1976.
- als Hrsg.: Vergessene Zusammenhänge. Über Kultur und Erziehung. Weinheim, München 1983; 6. Auflage 2003.
- Umwege. Über Bildung, Kunst und Interaktion. Weinheim, München 1986.
- Grundfragen ästhetischer Bildung, Weinheim, München 1996.